# Pilotwings
 (avril 2020).
Si vous disposez d'ouvrages ou d'articles de référence ou si vous connaissez des sites web de qualité traitant du thème abordé ici, merci de compléter l'article en donnant les références utiles à sa vérifiabilité et en les liant à la section « Notes et références ».
Pilotwings (パイロットウイングス, Pairottouingusu), est une série de jeux vidéo de simulation aérienne initiée en 1990 avec le jeu Pilotwings sorti sur Super Nintendo. Détenue par Nintendo, la série comptabilise trois épisodes, sortis tour à tour sur Super Nintendo, Nintendo 64, et Nintendo 3DS.
Notable pour un gameplay en 3D, simulé avec le Mode 7 sur Super Nintendo, et restitué avec l'autostéréoscopie de la Nintendo 3DS, Pilotwings a été créé par Shigeru Miyamoto, développé par Nintendo EAD (Pilotwings), Paradigm Simulation (Pilotwings 64), Monster Games (Pilotwings Resort) et édité par Nintendo.

## Système de jeu
Les trois jeux de la série proposent des éléments de gameplay communs, avec l'utilisation de deltaplane et de réacteur dorsal.

## Jeux
- Pilotwings, sorti en 1990 sur Super Nintendo.
- Pilotwings 64, sorti en 1996 sur Nintendo 64
- Pilotwings Resort, sorti en 2011 sur Nintendo 3DS.